# Ga Lục Gia
Ga Lục Gia (tiếng Trung: 六家車站; bính âm: Liùjiā Chēzhàn) là ga đường sắt của Cục Đường sắt Đài Loan nằm ở Trúc Bắc, huyện Tân Trúc, Đài Loan. Trạm này là trạm TRA gần nhất đến ga đường sắt cao tốc Tân Trúc.

## Lịch sử
Nhà ga được khai trương vào ngày 11 tháng 11 năm 2011.

## Xung quanh nhà ga
- Ga đường sắt cao tốc Tân Trúc